# Лампадий
Лампа́дий (лат. Lampadius, полное прозвище лат. Lampadius Auctor, подлинное имя — нем. Lampe; ок. 1500, Брауншвейг — 1559, Хальберштадт) — немецкий теоретик музыки и протестантский богослов.

## Очерк биографии и творчества
В середине 1530-х гг. занимал пост кантора в люнебургской Johannisschule. В конце 1537, после трагической смерти детей от чумы, оставил Люнебург и поступил на службу к графу Штольбергу в Вернигероде, при дворе которого учил музыке и был капельмейстером. С 1541 до конца жизни пастор в церкви св. Мартина в Хальберштадте. С 1541 писал докторскую диссертацию по теологии в Лейпцигском университете, которую защитил около 1546 (точная дата неизвестна). В 1550-х гг. принимал активное участие в диспутах протестантских теологов (в том числе, с Флацием Иллирийским).
Единственный музыкально-теоретический труд Лампадия — «Компендий музыки фигурированной и плавной, в форме диалога» (Compendium musices, tam figurati quam plani cantus, ad formam dialogi), был составлен им ещё в годы преподавания в Люнебурге и издан в Берне в 1537 году. Вопрос о том, насколько оригинален «Компендий» (название которого обещает, скорее, компилятивность, чем оригинальную концепцию музыки), не решён в науке. Фактом остается большая его популярность в германских землях (трактат выдержал пять изданий между 1537 и 1554 гг., что по меркам того времени — чрезвычайно много).
Притом что биографические свидетельства о Лампадии скудны, «Компендий» показывает автора как человека весьма осведомлённого и в музыкальной практике (церковная монодия и многоголосие), и в современной музыкальной науке. В теории музыкальной нотации (звуковысотности и ритма) Лампадий опирается на «Микролог» Орнитопархуса (1517) и на «Учебник практической музыки» Георга Рау (1517). Наиболее интересна третья часть «Компендия», посвящённая многоголосной композиции. Правила композиции Лампадий иллюстрирует музыкальными примерами из недавних композиторов, особенно Жоскена, творчество которого он позиционирует как образец для подражания. Лампадий рассказывает о разных способах записи многоголосия — по голосам (passim), в виде «композиторской дощечки» (tabula compositoria, f.49v) и, наконец, в виде привычной нам партитуры (f.50r; начало четырёхголосного мотета Ф.Вердело «Sancta Maria, succurre miseris»). Последний пример считается одним из самых ранних печатных образцов партитуры. Опираясь на свидетельство Лампадия (ff.49v-50r), Э.Ловинский выдвинул смелую гипотезу, что уже Жоскен сочинял многоголосие не по отдельным голосам (как было повсеместно принято), а записывал его сразу в виде партитуры.

## Сочинения
- Compendium musices, tam figurati quam plani cantus, ad formam dialogi (электронное факсимиле издания 1539 г. = репринт издания 1537 г.)